# Darul Makmur (Sultan Daulat)
Darul Makmur is een bestuurslaag in het regentschap Subulussalam van de provincie Atjeh, Indonesië. Darul Makmur telt 212 inwoners (volkstelling 2010).